# Häggesta
Häggesta är en bebyggelse i Bollnäs kommun,  Gävleborgs län.

## Beskrivning och historik
Häggesta var tidigare en by i Bollnäs socken, är sedan 1959 en del av Bollnäs stad. Häggesta ligger strax söder om Bollnäs centrala del, är nu det södra handelsområdet i Bollnäs. Riksväg 83 passerar genom området. Häggesta gränsar till Säversta i norr och nordväst, i båda byarna fanns tidigare jordbruksfastigheter varifrån mark har avyttrats efter mitten av 1900-talet till villaområden, industri samt handels område. Delar av Brunnmyra och Granberg ligger på Häggestamark. Före år 1909 benämndes byn Häggestad i kyrkobokföringen.

## Källa
1. ↑  ”Historiska kartor Bollnäs, 15G0g58”. 6 mars 1958. https://historiskakartor.lantmateriet.se/hk/viewer/internal/J133-15G0g58/52414b5f4a3133332d31354730673538/rak2/RAK/Bolln%C3%A4s,%2015G0g58/Ekonomiska%20kartan. Läst 5 mars 2025.